# Underground Worldwide
Underground Worldwide fue un stable de lucha libre profesional que compite en la Lucha Underground. Está compuesto por Johhny Mundo, PJ Black, Jack Evans y Taya Valkyrie.

## Historia

### Lucha Underground (2016-2018)
En mayo de 2016, Johhny Mundo atacó a Fénix para ocupar su plaza en el equipo que formaba junto a Jack Evans y PJ Black. Obviamente, Evans y Black están encantados con la noticia obteniendo la oportunidad por los Campeonatos de Tríos de Lucha Underground. El equipo se coronaron como nuevos campeones venciendo a Prince Puma, Dragón Azteca Jr. y Rey Mysterio. en 1 de junio, tuvieron una revancha y vencieron a Prince Puma, Dragón Azteca Jr. y Rey Mysterio por descalificación, Mundo le aplicó a un golpe bajo a Prince Puma pero el árbitro no lo vio.
En 29 de junio, Taya Valkyrie e Ivelisse estuvieron en la oficina de Dario Cueto, Según Cueto, solo puede haber una luchadora dominante en Lucha Underground, por lo que ambas se enfrentarán, Cueto les pacto el combate en Ultima Lucha Dos. En la misma noche, Johhny Mundo venció a Fénix, luego de la lucha PJ Black, Jack Evans hasta que fueron detenidos por Aero Star, Drago e Ivelisse.
En 20 de julio, en Ultima Lucha Dos, Mundo, Evans y Black perdieron sus Campeonatos de Tríos de Lucha Underground ante Aero Star, Drago y Fénix. En esa misma noche, Taya Valkyrie ganó el combate contra Ivelisse, debido la intervención de Catrina.

## En lucha
- Movimientos finales de Mundo
  - Starship Pain[1] / "Fin del Mundo" (Split-legged corkscrew moonsault)

- Movimientos finales de Black
  - 450° splash[2]
  - Sitout spin-out powerbomb (WWP)
  - Springboard Moonsault

- Movimientos finales de Evans
  - Ode to Blitzkrieg (Standing corkscrew shooting star press seguido de standing corkscrew senton)
  - Stuntin' 101 (Springboard corkscrew moonsault)
  - Fuschischou[3] (630° senton desde una escalera)
  - 630° senton, a veces realizando un 180° corkscrew - innovado

- Movimientos finales de Taya
  - Northern lights suplex, followed by a double foot stomp
  - Swinging side slam

- Mánagers
  - Taya Valkyrie

## Campeonatos y logros
- Lucha Underground
  - Lucha Underground Trios Championship (1 vez)